# Odysee
Odysee je američka decentralizirana platforma za dijeljenje videa izgrađena na blockchainu – LBRY. Pozicionira se kao alternativa glavnim stranicama za dijeljenje videa (kao što je YouTube), ali s naglaskom na slobodi govora i decentralizaciji.
Platforma omogućuje korisnicima učitavanje, dijeljenje i unovčavanje videozapisa putem kriptovalute, uz održavanje postojanosti sadržaja kroz peer-to-peer mrežu.

## Povijest
Stranica je osnovana 2020. Julian Chandra. U lipnju 2024 kupio ga je Forward Research. Akvizicija dolazi nakon što je Odyseejeva bivša matična tvrtka, LBRY, izgubila slučaj s Komisijom za vrijednosne papire i burzu SAD-a u srpnju 2023.

## Vanjske poveznice
- Službena stranica